# Thomas Cochrane (1er baron Cochrane de Cults)
Pour les articles homonymes, voir Thomas Cochrane.
Thomas Horatio Arthur Ernest Cochrane (2 avril 1857 - 17 janvier 1951) est un militaire écossais et un homme politique libéral unioniste. Il est sous-secrétaire d'État au ministère de l'Intérieur sous la direction d'Arthur Balfour entre 1902 et 1905.

## Biographie
Il est le deuxième fils de Thomas Cochrane, et Louisa Harriet, fille de William Mackinnon, et le frère cadet de Douglas Cochrane. Il fait ses études au Collège d'Eton et à Cheltenham College.
Il est lieutenant-colonel honoraire du 4e bataillon Argyll and Sutherland Highlanders et sert dans le 93rd Highlanders et les Scots Guards. Il sert pendant la seconde guerre des Boers, où il est adjudant général adjoint. Il est également lieutenant-colonel de la Black Watch 2/7 de 1914 à 1917.
Il siège en tant que député unioniste du North Ayrshire de 1892 à 1910,,. Il est Secrétaire parlementaire privé du secrétaire aux colonies Joseph Chamberlain de 1895 à 1901 et sert dans l'administration unioniste d'Arthur Balfour en tant que sous-secrétaire d'État pour le ministère de l'Intérieur d'août 1902 à 1905. En 1919, il est élevé à la pairie en tant que baron Cochrane de Cults, de Crawford Priory dans le comté de Fife.
Il est également sous-lieutenant et juge de paix pour Fife. En 1934, il reçoit un doctorat honorifique en droit de l'Université de St Andrews.

## Famille
Il épouse Gertrude, fille de George Boyle, en 1880. Ils ont quatre fils et quatre filles, dont un fils et deux filles sont morts avant leurs parents. Leurs deuxième et troisième fils respectivement, Archibald Cochrane (homme politique) et le maréchal en chef de l'Air, Ralph Cochrane, se sont tous deux distingués. Cochrane de Cults est nommée OBE en 1920. Elle est décédée en décembre 1950, à l'âge de 89 ans. Lord Cochrane deCults meurt un mois plus tard en janvier 1951, à l'âge de 93 ans. Il est remplacé dans la baronnie par son fils aîné, le major Thomas Cochrane.